# Закшув (Крапковицький повіт)
Закшув (пол. Zakrzów) — село в Польщі, у гміні Ґоґолін Крапковицького повіту Опольського воєводства.
Населення — 466 осіб (2011).
У 1975-1998 роках село належало до Опольського воєводства.

## Демографія
Демографічна структура станом на 31 березня 2011 року:
|          | Загалом | Допрацездатний вік | Працездатний вік | Постпрацездатний вік |
| -------- | ------- | ------------------ | ---------------- | -------------------- |
| Чоловіки | 218     | 46                 | 149              | 23                   |
| Жінки    | 248     | 49                 | 148              | 51                   |
| Разом    | 466     | 95                 | 297              | 74                   |